# Castelo de Neiva
O Castelo de Neiva, hoje desaparecido, localizou-se na freguesia de Castelo do Neiva, Município e Distrito de Viana do Castelo, em Portugal.
Povoação no antigo caminho litorâneo que do Porto ia até Viana do Castelo, próxima à margem direita do rio Neiva, a sua denominação variou de Santiago de Neiva, no século XIII, até Castelo de Neiva, ou do Neiva, na atualidade.

## História

### Antececentes
A primitiva ocupação humana deste sítio remonta a um castro pré-histórico da Idade do Ferro, posteriormente romanizado (auge entre os séculos I a.C. e I), conforme testemunhos arqueológicos do chamado Castro de Moldes.

### O castelo medieval
Nos alvores da Independência de Portugal, já existia aqui um castelo, sendo um dos que juraram fidelidade a D. Afonso Henriques (1112-1185) às vésperas da batalha de São Mamede (1128), conforme relacionado na Crónica galego-portuguesa de Espanha e de Portugal.
Em posição dominante sobre a povoação de Santiago de Neiva, esta é denominada, nas Inquirições de 1220, como "Santo Jacobo de juxta castellum" (Santiago de ao pé do castelo). A sua fortificação constituiu-se na cabeça das chamadas Terras de Neiva.
Quando da eclosão da crise de 1383-1385, a povoação e seu castelo tomaram o partido de D. Beatriz de Portugal. Após a aclamação de João I de Portugal (1385-1433) pelas Cortes de Coimbra, o Condestável D. Nuno Álvares Pereira dirigiu-se à cidade do Porto em busca de reforços navais para a defesa de Lisboa, ameaçada por uma armada do reino de Castela. Encaminhado esse assunto, o condestável decidiu ir em romaria a Santiago de Compostela, na Galiza, aproveitando o roteiro para assenhorear-se das terras onde ainda não havia sido reconhecida a autoridade do novo soberano. Ao passar por Neiva, rezam as crónicas que, num dia ao pôr-do-sol, imediatamente se travou rijo combate por ser o castelo "mui forte e bem defendente" (Fernão Lopes. Crónica de D. João I). Embora sendo de se esperar um longo assédio, quis a fortuna que uma seta ferisse mortalmente no rosto o alcaide do castelo, o que conduziu à rendição da praça.
Com a reorganização administrativa do reino em finais do século XIV, a posição deste castelo litorâneo perdeu importância, entrando o mesmo em declínio até à sua desativação no início do século XV.
Desde então, as suas pedras foram reaproveitadas pelas populações vizinhas, nada restando de sua estrutura a não ser os vestígios dos alicerces da sua torre de menagem e alguns pedaços do muro da cerca.

### Os nossos dias
Os testemunhos provenientes da estação arqueológica do Castro de Moldes, encontram-se expostos numa das salas do prédio da Junta de Freguesia de Castelo do Neiva.